# Jean de Nivelles
Pour l’article ayant un titre homophone, voir Jean de Nivelle.

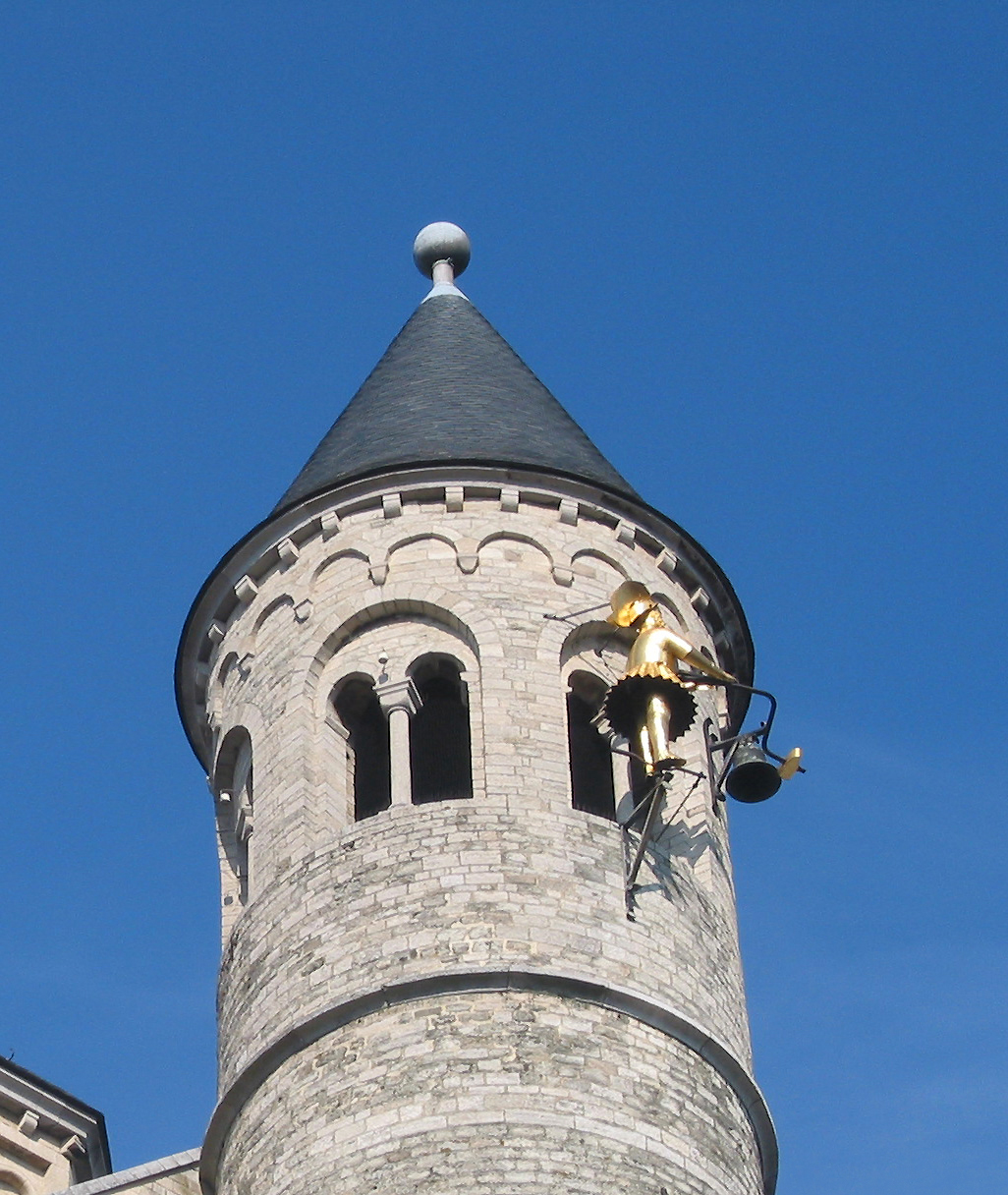
« Djan-Djan » le célèbre jacquemart de la collégiale Sainte-Gertrude.

Jean de Nivelles (Djan d'Nivèle en wallon aclot) est un personnage symbolique de la ville de Nivelles en Belgique.
Jean de Nivelles est avant tout le nom du jacquemart de la collégiale Sainte-Gertrude. C'est un automate en laiton doré de 2 mètres de haut et pesant 350 kg. Il représente un guerrier tenant un marteau qui lui permet de sonner les heures. Il fut offert à la ville au XVe siècle par Charles le Téméraire. D'abord placé sur l'hôtel de ville, il fut transféré en 1617 sur la tour sud de la collégiale. C'est à ce moment que la population lui attribue le nom de Jean de Nivelles, ce nom étant devenu célèbre à l'époque par le biais d'une expression populaire et de chansons.

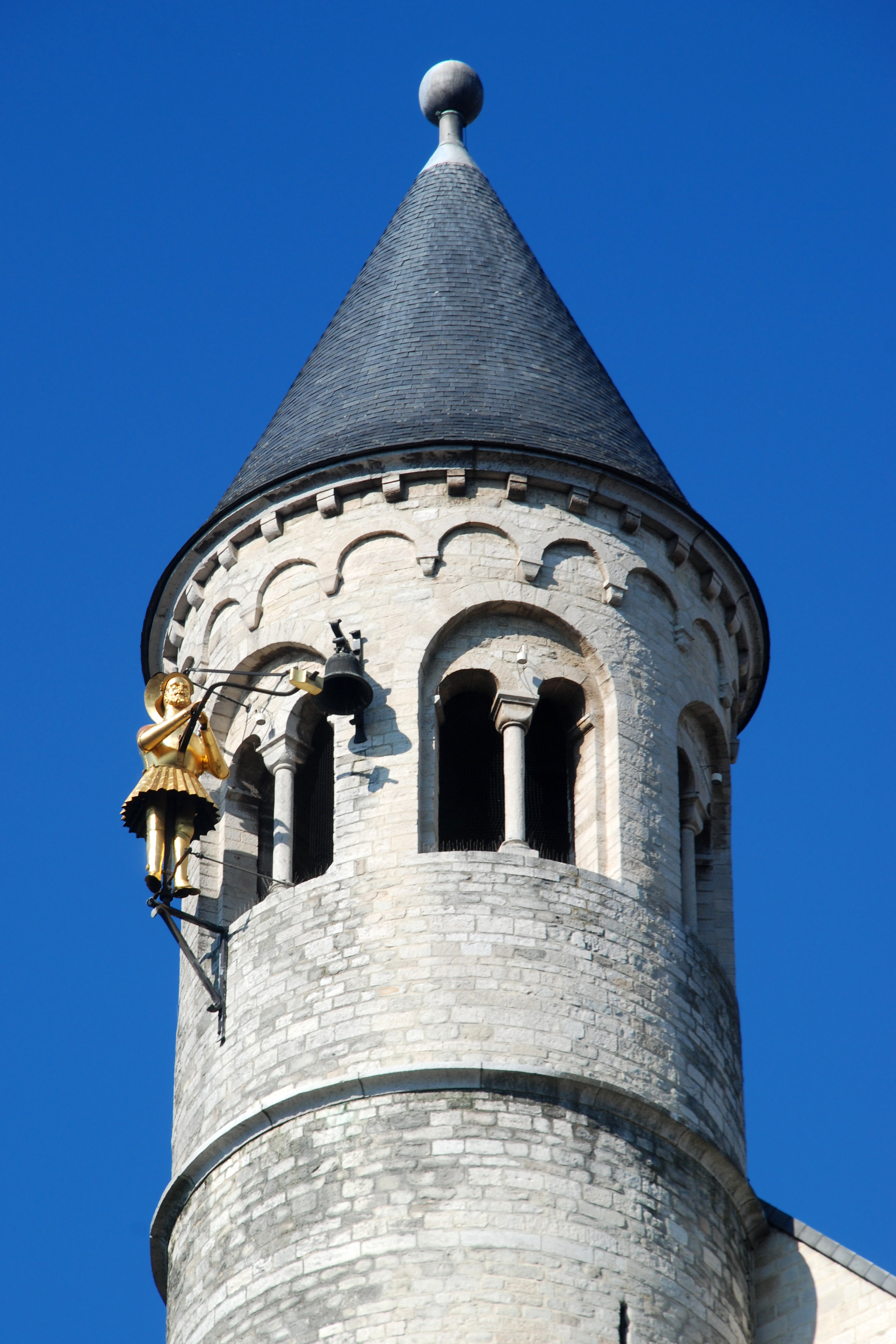
Jacquemart de Jean de Nivelles en 2007

On trouve aussi une statue représentant Jean de Nivelles accompagné de son chien sur la façade du palais de justice (1891).
Une statue du chien de Jean de Nivelles siège à l'entrée ouest de l'hôtel de ville, du côté de la salle des mariages. Ce qui lui vaut d'être systématiquement caressé par les jeunes mariés, une légende lui conférant le pouvoir de porter bonheur.

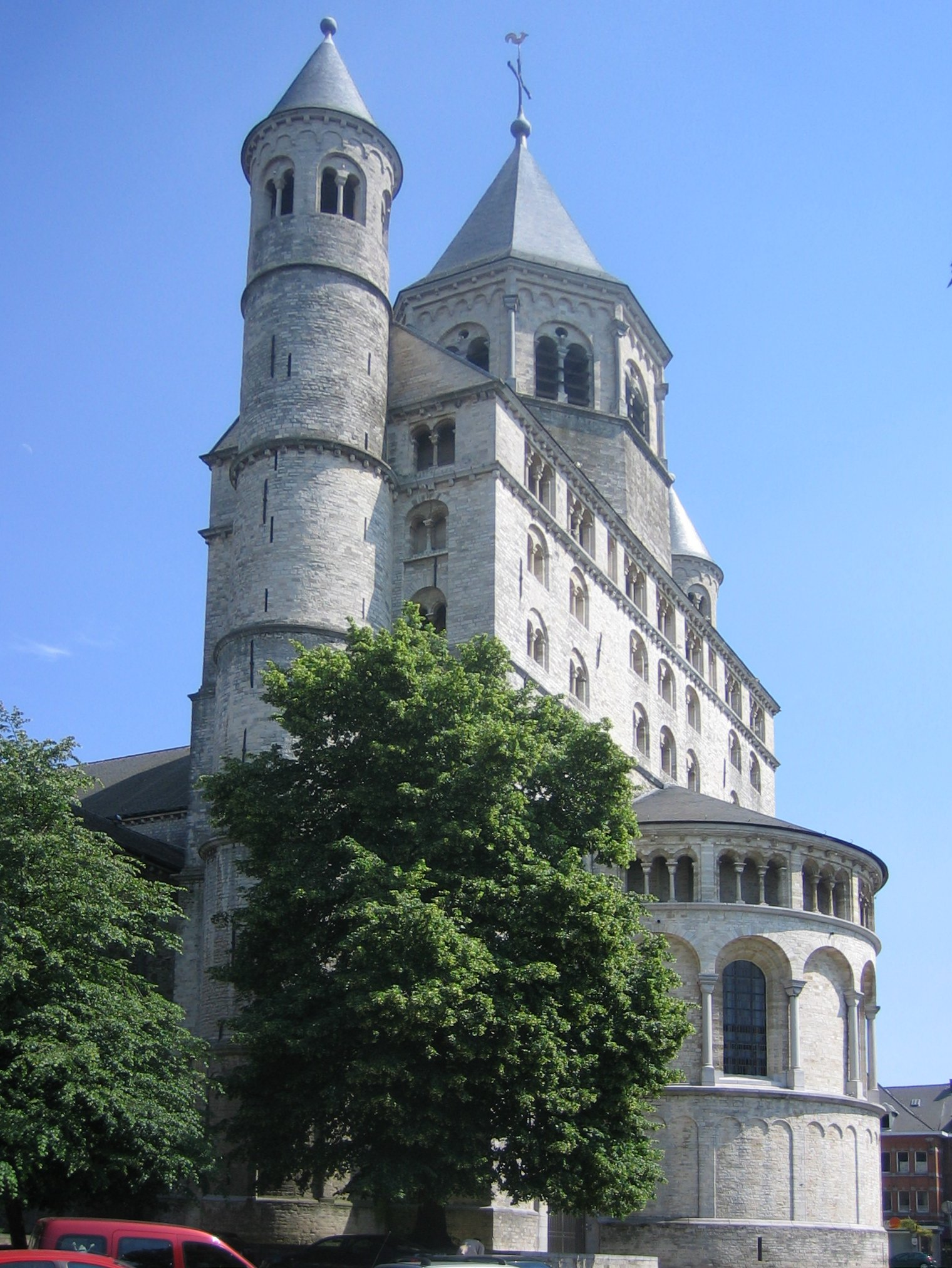
Collégiale Saint-Gertrude de Nivelles

Les habitants de Nivelles ont complètement adopté le personnage en l'associant à leur ville de diverses manières. Par exemple : la bière Djan d'Nivèle ; la confrérie gastronomique Confrérie de Jean de Nivelles ; la société carnavalesque Les enfants de Jean de Nivelles ; des cafés, magasins et entreprises qui portent son nom ou son effigie ; etc.

Les aclots le surnomment affectueusement Djan-Djan. La chanson en aclot Vive Djan-Djan le met à l'honneur avec humour et est considérée comme l'hymne nivellois. Le premier couplet et le refrain (il en existe 6) dit ceci :
Quand Djan-Djan èst dèskindu
Avè l’rûwe dè Mons à s’cu
Abiyî in pèlèrin
Pou fé rire tous lès djins
(Refrain)
Vive Djan-Djan, vive Djan-Djan
C’èst l’pus vî ome dè Nivèle
Vive Djan-Djan, vive Djan-Djan
C’èst l’pu vî d’nos-abitants

## Personnage historique
Jean de Nivelle est un baron français du Moyen Âge (XVe siècle). Il s'appelait à l'origine Jean III de Montmorency. À cette époque, il aurait pris le parti du duc de Bourgogne Charles le Téméraire lors de la guerre du Bien public et aurait donc refusé de lui faire la guerre aux côtés du roi de France Louis XI, comme le lui avait demandé son père Jean II de Montmorency. Déshérité, il s'enfuit à Nevele en Flandre, fief qu'il tenait de sa mère. Il devint alors Jean Ier de Montmorency-Nevele. La population française l'appela plus simplement Jean de Nivelle, Nivelle étant la traduction française du nom flamand Nevele.
Il était devenu en France un objet de mépris à cause du refus qu'il fit de répondre à l'appel du roi, d'où l'expression populaire « être comme ce chien de Jean de Nivelle qui s'enfuit quand on l'appelle », altérée par la suite en « être comme le chien de Jean de Nivelle » pour parler d'une personne ayant l'esprit de contradiction,.
De nombreuses chansons populaires ont été composées sur Jean de Nivelle, ce qui contribua à donner une grande notoriété à son nom. Le terme de chien y est souvent repris, mais dans le sens d'animal de compagnie. Toutes ces chansons sont construites sur la même tournure et utilisent le même air. Cette tournure et cet air seront repris en 1792 par Gaspard de Chenu pour créer la chanson Cadet Rousselle. Un des couplets de Cadet Rousselle fait d'ailleurs encore allusion à Jean de Nivelle.